# Cabezos del Pericón y Sierra de los Victorias

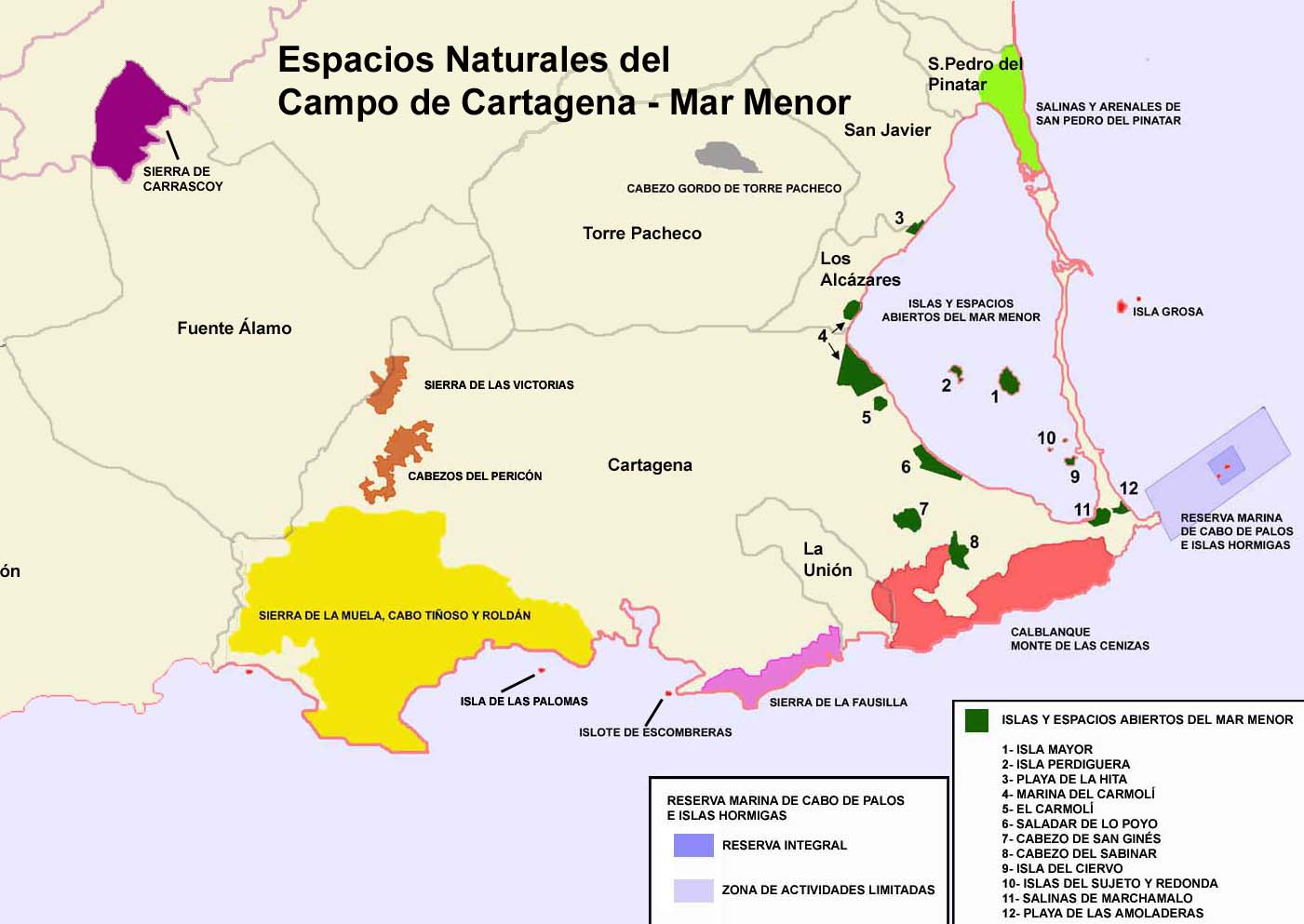
Espacios naturales de todo el Campo de Cartagena y Mar Menor. En marrón Los Cabezos del Pericón y la Sierra de los Victorias. Ampliar para ver en detalle la imagen.

Los Cabezos del Pericón y la Sierra de las Victorias son dos espacios protegidos con la categoría de Lugar de Importancia Comunitaria (Red Natura 2000) del Campo de Cartagena en la Región de Murcia.
El espacio protegido de los Cabezos del Pericón ocupa 499 hectáreas y se trata de una serie de elevaciones prelitorales constituidas por materiales metamórficos con algunos afloramientos volcánicos que se sitúan íntegramente en el municipio de Cartagena (España).
Por su parte, la Sierra de las Victorias, con 204 hectáreas, muy cercana a los cabezos anteriores, se encuentra dividida entre los municipios de Cartagena y Fuente Álamo de Murcia. Se trata también una serie de suaves elevaciones de material metamórfico.

## Valores naturales

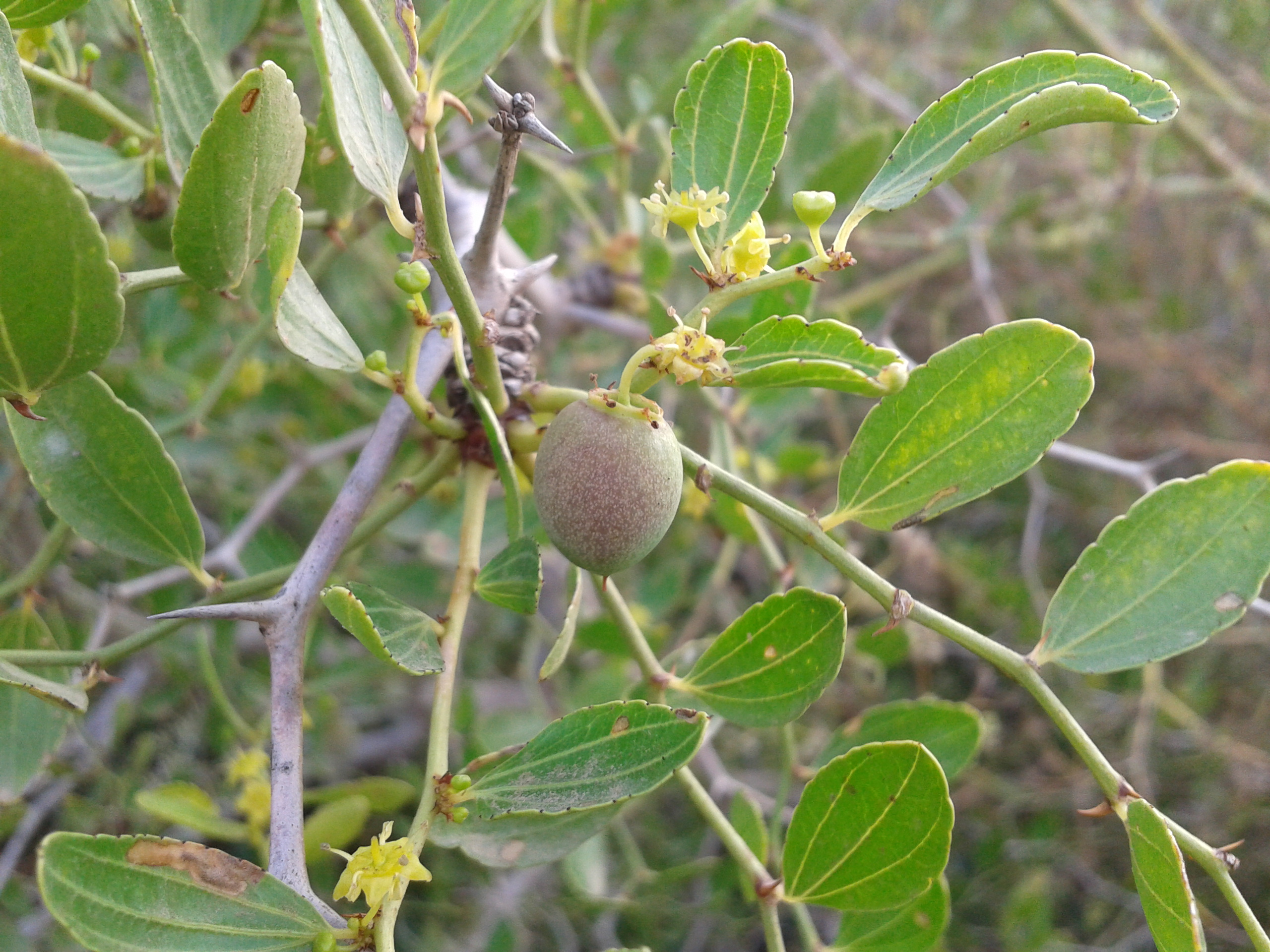
Fruto del azufaifo, especie iberoafricana cuyo hábitat es considerado de conservación prioritaria por la Unión Europea.

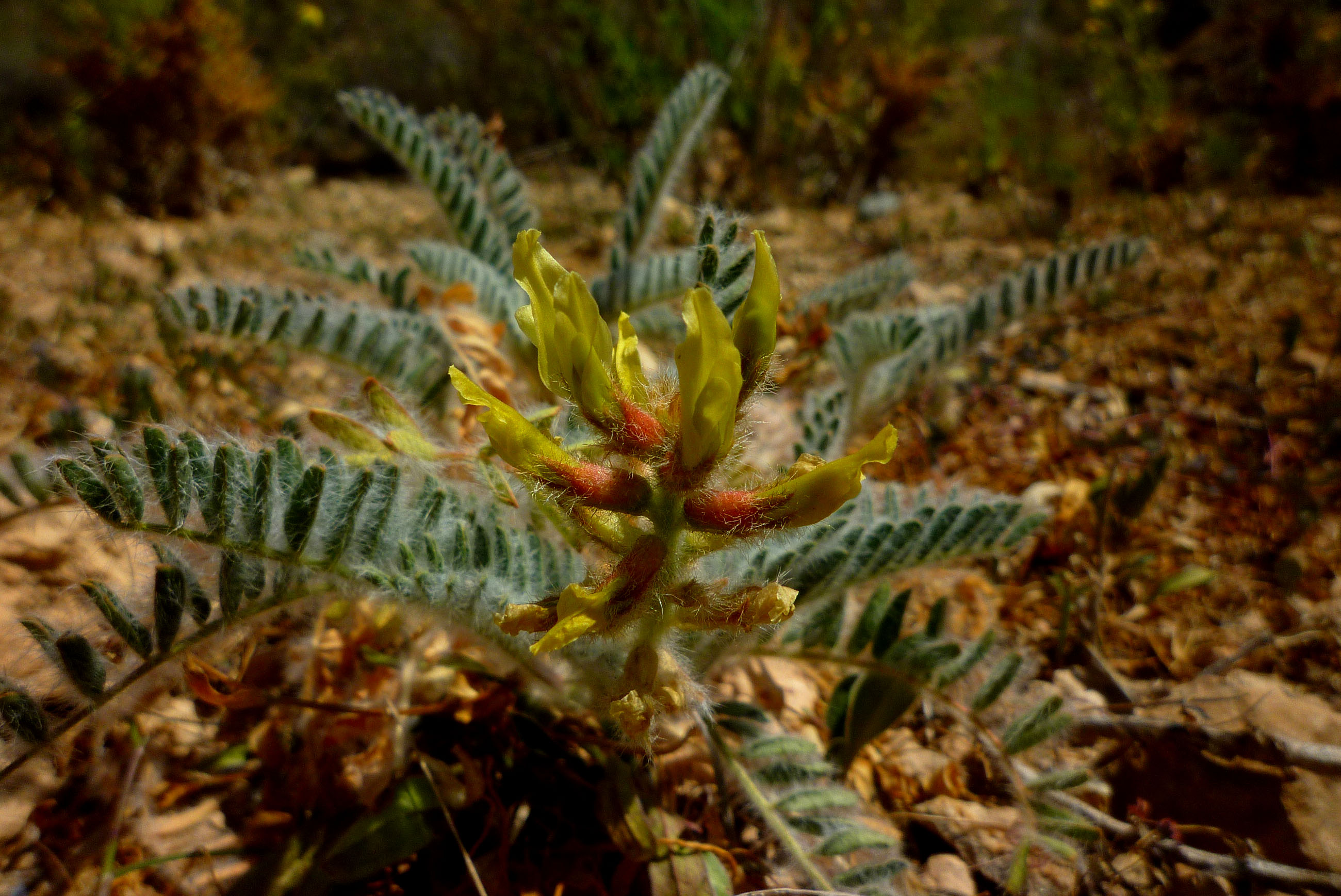
Garbancillo de Tallante, endémico de la zona.

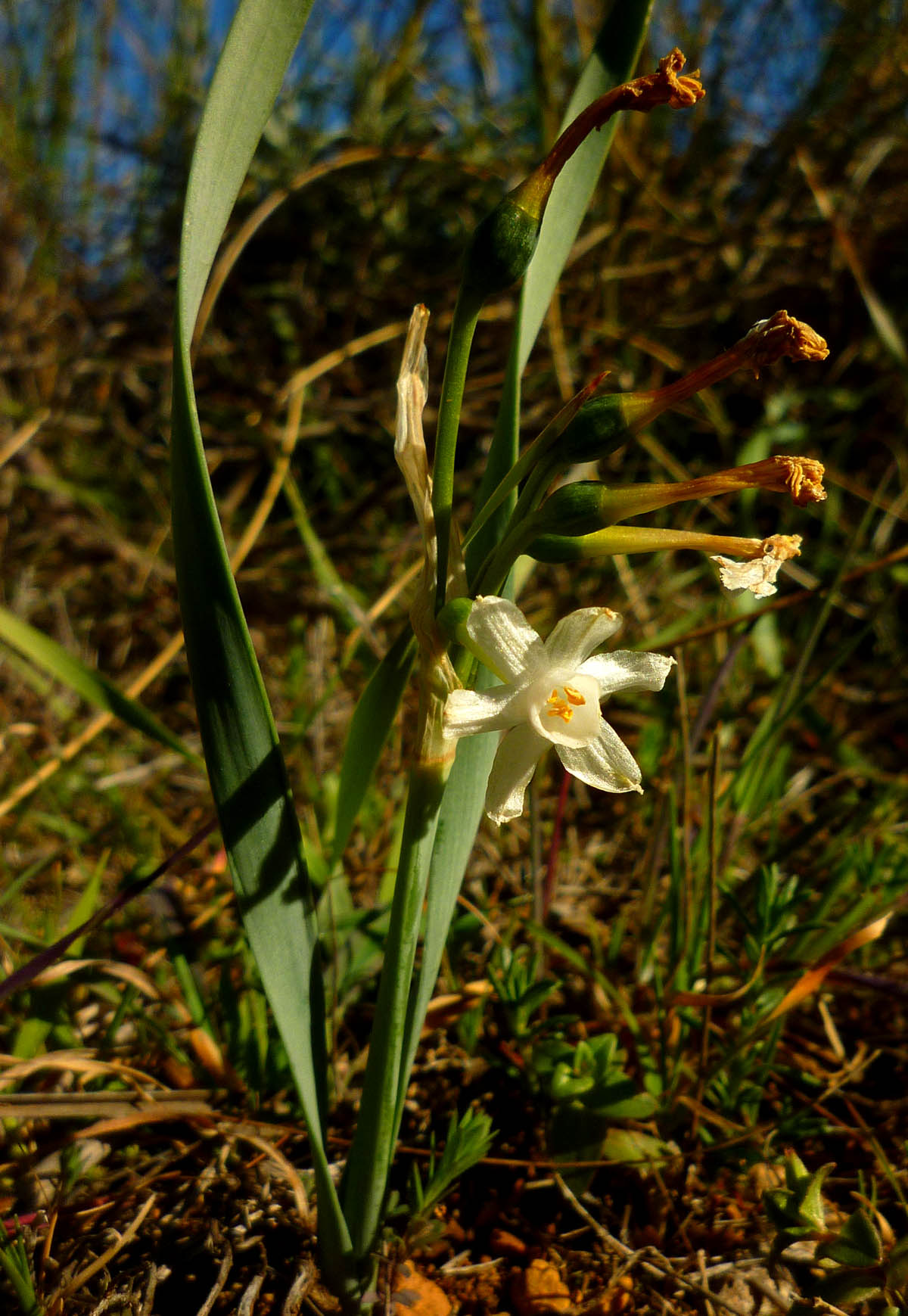
Narcissus tortifolius, endemismo del Campo de Cartagena y Provincia de Almería.

La vegetación de los dos espacios está compuesta fundamentalmente por matorrales propios de climas áridos con presencia de esparto, algarrobo, acebuche, palmito, espino negro, quercus coccifera ( coscoja ) y algunos pies relictos de encina o carrasca quercus ilex.
Sin embargo, lo que determinó principalmente su inclusión en la Red Natura 2000 fue la presencia de  azufaifos. El azufaifo es una especie iberoafricana que estructura un hábitat de espinares que es exclusivo, dentro de la Unión Europea, de las costas de la Región de Murcia y de la Provincia de Almería. Los azufaifares están en grave regresión debido a la ocupación de sus espacios por la agricultura intensiva y por tal motivo su conservación ha sido considerada como prioritaria dentro de la directiva de hábitats de la Unión Europea. 
Asimismo, entre las especies de flora más importantes presentes en los Cabezos del Pericón se encuentra el garbancillo de Tallante (Astragalus nitidiflorus), una leguminosa endémica del municipio de Cartagena descubierta en 1904 y dada por extinguida, hasta que fue redescubierta una población de 46 individuos en las cercanías del pueblo de Tallante en 2004. En 2011 esta especie fue declarada en peligro de extinción por la legislación de la Región de Murcia.
Destaca también la presencia de ejemplares de la especie narcissus tortifolius o varica de San José, un endemismo de la Región de Murcia y Almería en peligro de extinción y

Parte de las laderas orientadas al sur de los Cabezos del Pericón ha sido propuesto como microrreserva botánica, con el nombre de 'Matorrales de los Pérez Bajos', por la presencia de especies protegidas como Centaurea maroccana, Chaenorrhinum grandiflorum subsp. carthaginense o el mencionado garbancillo de Tallante (Astragalus nitidiflorus)
Cercano a los Cabezos del Pericón se encuentran el Cabezo Negro de Tallante, el Pico Cebolla y el Volcán Aljorra, tres volcanes cuaternarios extinguidos declarados Lugares de Importancia Geológica, pero no incluidos dentro del espacio natural protegido.

## Fauna
Bubo bubo ( Búho real ) , Vulpes vulpes ( zorro ), alectoris rufa ( perdiz roja ), falco peregrinus ( halcón peregrino ).